# Zwierzyniec (gmina)
Pour les articles homonymes, voir Zwierzyniec (homonymie).
Zwierzyniec est une gmina mixte ou urbaine-rurale (gmina miejsko-wiejska) du powiat de Zamość, dans la Voïvodie de Lublin, dans l'est de la Pologne.
Son siège administratif (chef-lieu) est la ville de Zwierzyniec, qui se situe environ 24 kilomètres (km) au sud-ouest de Zamość (siège du powiat) et 76 km au sud de la capitale régionale Lublin (capitale de la voïvodie).
La gmina couvre une superficie de 156,78 km2 pour une population de 7 251 habitants en 2006, dont 3 344 habitants dans la ville de Zwierzyniec et 3 907 habitants dans la partie rurale.

## Histoire
De 1975 à 1998, la gmina est attachée administrativement à l'ancienne voïvodie de Zamość.

Depuis 1999, elle fait partie de la nouvelle voïvodie de Lublin.

## Géographie
Outre la ville de Zwierzyniec, la gmina inclut les villages (sołectwa) de:

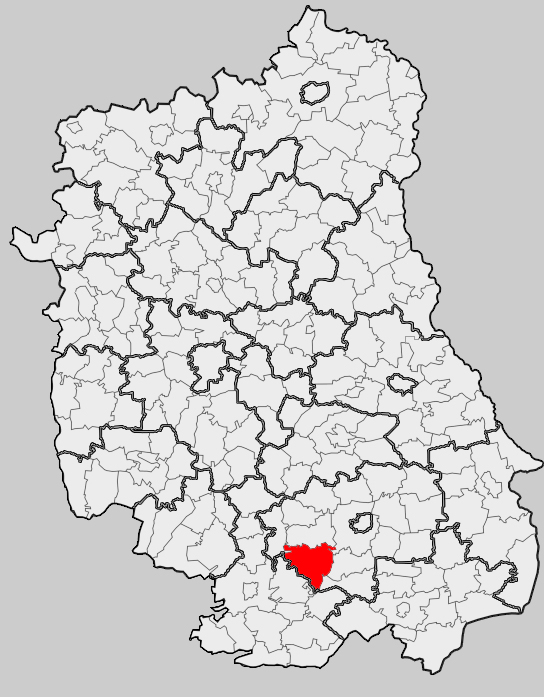
Position de la gmina dans la voïvodie

- Bagno
- Bór
- Guciów
- Kosobudy
- Obrocz
- Sochy
- Topólcza
- Turzyniec
- Wywłoczka
- Żurawnica

### Gminy voisines
La gmina de Zwierzyniec est voisine des gminy de
- Adamów
- Józefów
- Krasnobród
- Radecznica
- Szczebrzeszyn
- Tereszpol
- Zamość

## Structure du terrain
D'après les données de 2002, la superficie de la commune de Zwierzyniec est de 156,78 kilomètres carrés, répartis comme telle :
- terres agricoles : 27 %
- forêts : 66 %

La commune représente 8,37 % de la superficie du powiat.

## Démographie
Données du 30 juin 2005:
| Description        | Total  | Total | Femmes | Femmes | Hommes | Hommes |
| ------------------ | ------ | ----- | ------ | ------ | ------ | ------ |
| Unité              | Nombre | %     | Nombre | %      | Nombre | %      |
| Population         | 7261   | 100   | 3 717  | 51,1   | 3 544  | 48,9   |
| Densité (hab./km²) | 46,3   | 46,3  | 23,7   | 23,7   | 22,6   | 22,6   |